# IEEE 802.3as
IEEE 802.3as est un amendement au standard IEEE 802.3-2005 plus connu sous la dénomination Ethernet et ratifié le 15 septembre 2006. Celui-ci propose une extension du format de trame Ethernet dans le but de l'adapter à des applications basées sur les normes :
- IEEE 802.1Q (Virtual bridge LAN) ;
- IEEE 802.1ad (Provider bridge) ;
- IEEE 802.1AE (MACSec).